# Klaha
Haruna Masaki, também conhecido como Klaha, é um pianista e cantor japonês.
Foi o último vocalista do Malice Mizer. Antes disso, ele pertencia a uma outra banda chamada Pride Of Mind, que terminou em 1996.

## Carreira
Klaha entrou no Malice mizer alguns anos depois da saída de Gackt
- Klaha (2000 - 2001): Ainda sem vocalista, a banda lançou 2 singles, que contavam com uma sonoridade mais obscura. O nome do vocalista, Klaha só foi anunciado oficialmente em um show no Nippon Budokan, em agosto de 2000. Agora eles tinham um novo vocalista e um novo começo. Klaha, Mana, Yuki e Közi lançaram seu quarto e último álbum, Bara No Seidou e fizeram um filme de curta metragem chamado Bara No Konrei, ligeiramente baseado na história de Drácula. No ano de 2001 lançaram 3 singles, os trabalhos finais de Malice Mizer, Gardenia, Beast of Blood e Garnet ~Kindan no sono e~, conseguiram relativo sucesso. Apesar disso, no dia 11 de dezembro de 2001 o Malice Mizer anunciou que entraria em um hiato indefinido.

Depois de quatro anos sozinho após o fim do Pride of Mind, Klaha entrou como vocalista no Malice Mizer. Seu primeiro CD na banda foi "Bara no Seidou". Um ano depois o Malice Mizer entrou em hiato indefinido. Em 2002, lançou seu primeiro CD solo, "Nostal Lab". Mais tarde, lançou um DVD e um outro CD, "Märchen". No final de 2004 saiu o mini-álbum "Setsubou", mesmo ano em que suas apresentações e lançamentos pararam sem nenhum motivo divulgado por ele. Em 2007, ele anunciou que voltaria no mesmo ano, mas nada aconteceu desde que parou em 2004.